# Arthur Frederik Feddersen
Arthur Frederik Feddersen, född 1835, död 1906, var en dansk fiskeriman.
Feddersen var titulärprofessor, och inlade stora förtjänster om fiskerinäringen, bland annat genom en mängd, mestadels populärt hållna skrifter och genom bildandet av Foreningen til Fiskeriernes Fremme i Danmark og Bilande, som sedan uppgick i Dansk Fiskeriforening. Feddersen var en av föreningens ledande män fram till sin död, dels som sekreterare och konsulent, dels som redaktör för föreningens tidskrift. Feddersen grundade även 1865, tillsammans med Harald Valdemar Fiedler grundade han Tidsskrift for Fiskeri, från 1874 Nordisk Tidsskrift for Fiskeri.

## Utmärkesler
- Förtjänstmedaljen i guld,  1874[2]
- Riddare av Dannebrogorden,  1888[2]

[Redigera Wikidata]